# نانا بلوندل
نانا بلوندل (سوئدی: Nanna Blondell؛ زادهٔ ۶ اوت ۱۹۸۶) بازیگر، و مجری تلویزیون اهل سوئد است.
از فیلم‌هایی که وی در آن نقش داشته‌است، می‌توان به اومرتا ۶/۱۲، نقطه قرمز و بیوه سیاه اشاره کرد.